# Jean Baisnée
 (juin 2023).
Si vous disposez d'ouvrages ou d'articles de référence ou si vous connaissez des sites web de qualité traitant du thème abordé ici, merci de compléter l'article en donnant les références utiles à sa vérifiabilité et en les liant à la section « Notes et références ».
Jean Baisnée, né le 16 août 1931 à Pont-Hébert (Manche) et mort le 16 juillet 2021 aux Angles (Gard), est un professeur de lettres, fonctionnaire, écrivain et traducteur français.

## Biographie
Après avoir enseigné à l'étranger comme professeur agrégé de lettres, notamment au lycée Moulay-Youssef de Rabat en 1964, Jean Baisnée travaille dans le réseau culturel français, où il est notamment directeur de l'Institut français de Cracovie durant l'état de siège en Pologne, de 1981 à 1984. Il devient également conseiller culturel à l'ambassade de France en Italie dans les années 1980, retournant à Rome car y ayant été professeur de lettres dans les années 1970 au lycée français Chateaubriand. En visite sur le tournage de Roma (1972), Fellini le retient pour un caméo.[réf. nécessaire]
De 1991 à 1995, il enseigne à l’université de Tunis où il fonde la troupe théâtrale « Le Petit Théâtre ». Il y met en scène plusieurs pièces dont La Cantatrice chauve d’Eugène Ionesco (1993), Mon Isménie d'Eugène Labiche (1994) et Le Bal des voleurs de Jean Anouilh (1995).[réf. nécessaire]
Il a été coordonnateur multilatéral à la direction générale des relations culturelles, scientifiques et techniques au ministère français des Affaires étrangères et président de l'association des Centres de jeunes et de séjours du Festival d'Avignon (le réseau des Céméa). À ce titre, il intègre en 2005 le conseil d'administration du Festival en tant que personnalité qualifiée.

## Distinction
Le 6 mai 2014, il a été élevé au rang de chevalier de l’ordre Polonia Restituta par  l’ambassadeur de Pologne à Paris.

## Publications
Articles
- « La haine de la démocratie », dans Revue Humanitaire, no 14 Logique d'urgence et pérennité, mars 2006[8].
- « En bref, dernières nouvelles du monde », dans Revue Humanitaire, no 15 Humanitaires contre alters ?, automne-hiver 2006[9].
- Glosy po śmierci Jerzego Turowicza, Hommages à Jerzy Turowicz in Tygodnik Powszechny, 15 janvier 2009[10].

Ouvrages divers
- Édition de Les Caprices de Marianne et Le Chandelier d'Alfred de Musset, Bordas, 1964, 1980.

## Traductions
de l'italien
- Cristina Comencini, La Bête dans le cœur, Denoël, 2007  (ISBN 978-2-20725877-4).
- Cristina Comencini, Jeux doubles[11].
- Cristina Comencini, Quand la nuit, Bernard Grasset, 2011  (ISBN 978-2-246-77081-7) Le Livre de poche, 2012  (ISBN 978-2-253-16230-8)[12].
- Antonio Pennacchi, Mon frère est fils unique - ou La vie déréglée d'Accio Benassi, Le Dilettante, 2007,  (ISBN 978-2-84263144-4)[13].
- Luigi Luca Cavalli-Sforza, La Science du bonheur : les raisons et les valeurs de notre vie, Éditions Odile Jacob, 1998  (ISBN 2-73810627-7) LGLDM  (ISBN 2702821960 et 9782702821961)[14].